# مکتب ایرانی
مکتب ایرانی اصطلاحی است که در همایش ایرانیان مقیم خارج از کشور (در اوایل مرداد ۱۳۸۹ خورشیدی) توسط اسفندیار رحیم‌مشایی بکار رفت و با واکنش‌های متفاوتی در داخل ایران روبرو شد. محمود احمدی‌نژاد از این نظریه حمایت کرد. اما مراجع تقلید و علمای مسلمان، این نظریه را تقبیح کردند.
در همین رابطه دکتر محمد رسولی کتابی نوشته است که توسط نشر سمرقند به چاپ رسیده است. کتاب مکتب ایرانی در قالب پنج بخش به شرح زیر تهیه شده است:
بخش یکم با عنوان کلیات شامل است به جهان بینی، مکتب چیست، ویژگی های مکتب، ایران تا کجاست. در این گفتارها منظور از جهان بینی ایرانی و مکتب ایرانی تعریف شده و ویژگی های لازم برای هر مکتبی بیان و با تطبیق آن بر محتوای کتاب نتیجه گرفته شده که در جغرافیای سیاسی پهناوری به نام فلات ابران، چیزی به نام مکتب ایرانی وجود دارد. سپس نویسنده در بخش های بعدی، این مکتب را در جهات گوناگون اقتصادی، سیاسی، حقوقی، اخلاقی و غیره تبیین کرده است.
برای مثال در بخش دوم، منابع مکتب ایرانی، شیوه قانون گذاری در مکتب ایرانی، نقش انسان و ملت از دیدگاه این مکتب مورد تحلیل واقع شده است.
در بخش سوم باورهای جهان بینی ایرانی و اقدامات بزرگان فرهنگی سیاسی ایران و نیز باورهای مهم جهان بینی ایرانی بررسی شده است.
در بخش چهارم بارزه های جهان بینی ایرانی آورده شده و در بخش پنجم که «مکتب ایرانی در اجرا» نام دارد؛ قوانین کشورداری، برنامه های کلی دولت و ملت، اقتصاد در جهان بینی ایرانی، اخلاق در مکتب ایرانی؛ مورد بحث و بررسی قرار گرفته است‌.

## پیشینه
از زمان روی کار آمدن احمدی‌نژاد در انتخابات ریاست جمهوری سال ۱۳۸۴ خورشیدی تا پایان کار احمدی‌نژاد به عنوان رئیس قوه مجریه، اقدامات گوناگونی از جانب احمدی‌نژاد و اطرافیانش انجام شد که نشان از طرز تفکر متفاوت وی و هوادارانش با علمای مذهبی ایران داشت.
نخستین تقابل احمدی‌نژاد و علمای مسلمان در اردیبهشت سال ۱۳۸۵ خورشیدی رخ داد. هنگامی که احمدی‌نژاد دستور داد تا امکانات لازم برای حضور بانوان در ورزشگاه‌ها فراهم شود. آیت‌الله مکارم شیرازی و فاضل لنکرانی نخستین علمایی بودند که نسبت به دستور احمدی‌نژاد واکنش منفی نشان دادند. ابتدا هواداران و اطرافیان احمدی‌نژاد مقاومت کردند، اما در نهایت با نامه شدیداللحن آیت‌الله مصباح یزدی، دولت احمدی‌نژاد از موضع خود عقب‌نشینی کرد.
دومین تقابل این دو گروه، هنگامی رخ داد که احمدی‌نژاد ادعا کرد: یک هاله نور در اطرافش در زمان سخنرانی در سازمان ملل متحد به وجود آمده‌بود. علمای دینی ترجیح دادند در این مورد به ارشاد و راهنمایی احمدی‌نژاد اکتفا نمایند.
سومین تقابل در هنگام برگزاری همایش «دعوت از سرمایه‌گذاری برای پروژه‌های گردشگری» در آبان ۱۳۸۷ خورشیدی رخ داد. در این مراسم، قبل از تلاوت قرآن در ابتدای مراسم، ۱۲ خانم با لباس محلی، در حالی‌که در حال نواختن دف بودند، روی سن آمدند و قرآنی را که در سینی جای داشت، به قاری تحویل دادند. علمای شیعه مسئول این اقدام تخریبی را اسفندیار رحیم مشایی عنوان کردند که در آن هنگام ریاست وقت سازمان میراث فرهنگی و گردشگری را بر عهده داشت. آیت‌الله صافی گلپایگانی این اقدام را اوج اهانت توصیف کرد.
چهارمین تنش و رویارویی، بر می‌گردد به سخنرانی مشایی در همایش ایرانیان مقیم خارج از کشور. مشایی در سخنرانی خود گفت: «ما باید فرصتی ایجاد کنیم تا نسل‌های نوی ایرانی با درک عالمانه عزت، فلسفه ایران را بفهمند، مکتب ایران را بفهمند. من بر مکتب ایران اصرار دارم. از مکتب اسلام دریافت‌های متنوعی وجود دارد و من بر مکتب ایران اصرار دارم.» مشایی سپس افزود: «انسان محور است و آفرینش با انسان معنا پیدا می‌کند اگر کسی قدر آسمان را می‌شناسد باید در زمین نیز قدرشناس باشد و باید قدر انسان را بداند زیرا زمانی که قدر انسان شناخته شود می‌توان قدر خدا را نیز دانست.»
سخنان مشایی در خصوص «پایان دوره اسلام‌گرایی» نیز تنش آفرید. مشایی گفته بود: «دورهٔ آنکه کسی بخواهد دینی را بر دنیا حاکم کند گذشته‌است. دنیای امروز گوش‌هایش بیشتر از همیشهٔ تاریخ باز است که زیباترین پیام‌ها را بشنود.» وی اسلام‌گرایی را با اسب‌سواری مقایسه کرد و مدعی شد همان‌طور که دوره اسب‌سواری به سر آمده در حالی‌که اسب هنوز وجود دارد، دوره اسلام‌گرایی نیز به سر آمده‌است در حالیکه دین اسلام هنوز در جهان پیروانی دارد.

## مخالفین نظریه مکتب ایرانی
از مخالفین سرشناس نظریه مکتب ایرانی به صورت خلاصه می‌توان به اشخاص ذیل اشاره کرد: سید احمد خاتمی، عباس کعبی، سید هاشم حسینی بوشهری، احمد توکلی، علی مطهری، حداد عادل، داوود احمدی‌نژاد، حبیب‌الله عسگراولادی، سید حسن فیروزآبادی و محمدتقی مصباح یزدی.